# Aeropuerto Internacional de Nanning-Wuxu
El Aeropuerto internacional de Nanning-Wuxu (IATA: NNG, OACI: ZGNN) es un aeropuerto que sirve a la ciudad de Nanning, la capital de la región autónoma de Guangxi en la República Popular China. Está localizado 32 km al suroeste del centro de la ciudad. El aeropuerto fue construido en 1962 y reformado en 1990. Con 178 000 m² de plataforma, 33 470 m² de espacio terminal y seis pasarelas de acceso, fue diseñado para manejar 2,5 millones de pasajeros al año. Tras llegar a 1 millón de pasajeros en el año 2002, el número de pasajeros aumentó a 2 millones en 2006. En 2013, 8,2 millones de pasajeros utilizaron este aeropuerto.

## Historia
Durante la Segunda Guerra Mundial, el aeropuerto era conocido como el aeródromo de Nanning y fue utilizado por las Fuerzas Aéreas del Ejército de los Estados Unidos como parte de la Campaña Defensiva de China (1942–1945). Fue utilizado principalmente por unidades de reconocimiento, que operaban P-38 Lightning desarmados para reconocimiento fotográfico, obteniendo inteligencia sobre territorio japonés que posteriormente era usada por unidades de combate. También operaban ocasionalmente desde el aeródromo, destacamentos de escuadrones de caza y bombardeo, además de ser un punto de suministro para el segundo Escuadrón de Carga, que arrojó suministros y municiones a las fuerzas terrestres en las líneas del frente. Al final de la guerra, también transportaron hombres, caballos y mulas al campo de aviación. Los estadounidenses cerraron sus instalaciones a fines de octubre de 1945.

## Aerolíneas y destinos

### Pasajeros
| Aerolíneas               | Destinos |
| ------------------------ | --- |
| AirAsia                  | Kuala Lumpur–Internacional |
| Air China                | Pekín-Capital, Chengdú, Hangzhou, Shanghái-Pudong |
| Air Macau                | Macao |
| Beijing Capital Airlines | Haikou, Hangzhou, Lanzhou, Lijiang, Sanya, Yinchuan |
| Cambodia Angkor Air      | Chárter: Siem Reap |
| Chengdu Airlines         | Chengdú, Wenzhou, Wuhan, |
| China Eastern Airlines   | Changsha, Haikou, Hefei, Kunming, Nankín, Sanya, Shanghái-Hongqiao, Wuhan |
| China Eastern Airlines   | Da Nang, Hanói, Nom Pen, Vientián, Yangón |
| China Express Airlines   | Chongqing |
| China Southern Airlines  | Pekín-Capital, Changchun, Changsha, Chengdú, Chongqing, Dalian, Cantón, Guilin, Hangzhou, Haikou, Harbin, Hefei, Kunming, Lanzhou, Nanchang, Nankín, Ningbo, Qingdao, Shanghái-Hongqiao, Shanghái-Pudong, Shantou, Shenyang, Shenzhen, Taiyuan, Urumqi, Wuhan, Xiamen, Xi'an, Zhengzhou |
| China Southern Airlines  | Bangkok-Suvarnabhumi, Seúl-Incheon, Taipéi-Taoyuan |
| GX Airlines              | Bijie, Changsha, Haikou, Hefei, Hohhot, Jining, Linyi, Nanchang, Nanyang, Qingdao, Tianjín, Xi'an, Yichang, Zhengzhou, Zhuhai |
| Hainan Airlines          | Pekín-Capital, Changsha, Haikou, Hangzhou |
| Hainan Airlines          | Bangkok-Suvarnabhumi |
| Hebei Airlines           | Chongqing, Shijiazhuang |
| Hong Kong Airlines       | Hong Kong |
| Juneyao Airlines         | Shanghái-Hongqiao, Shanghái-Pudong |
| Korean Air               | Seúl-Incheon |
| Kunming Airlines         | Kunming, Xiamen |
| Lucky Air                | Fuzhou, Kunming |
| Lucky Air                | Denpasar/Bali, Yakarta-Soekarno Hatta |
| New Gen Airways          | Chárter: Bangkok-Don Mueang |
| Nok Air                  | Chárter: Bangkok-Don Mueang |
| Okay Airways             | Shenzhen, Tianjin, Xi'an |
| Philippine Airlines      | Chárter: Cebú |
| Ruili Airlines           | Kunming, Wenzhou |
| Shandong Airlines        | Hangzhou, Hefei, Jinan, Qingdao, Wuhan, Xiamen, Yantai, Zhuhai |
| Shanghai Airlines        | Shanghái-Hongqiao, Shanghái-Pudong |
| Shenzhen Airlines        | Pekín-Capital, Changchun, Changsha, Chengdú, Chongqing, Dalian, Fuzhou, Hangzhou, Harbin, Hohhot, Jinan, Nankín, Qingdao, Sanya, Shenyang, Shenzhen, Wuhan, Xi'an, Zhengzhou |
| Shenzhen Airlines        | Taipéi-Taoyuan |
| Sichuan Airlines         | Chengdú, Chongqing, Fuzhou, Hangzhou, Harbin, Kunming, Wuhan, Xi'an |
| Sichuan Airlines         | Ho Chi Minh |
| Sky Wings Asia Airlines  | Chárter: Siem Reap |
| Spring Airlines          | Shanghái-Hongqiao |
| Thai AirAsia             | U-Tapao-Pattaya |
| Tianjin Airlines         | Changsha, Dalian, Guiyang, Haikou, Hefei, Hohhot, Kunming, Lanzhou, Linyi, Luzhou, Nanchang, Qingdao, Quanzhou, Sanya, Taiyuan, Tianjin, Wenzhou, Xi'an, Yinchuan, Yiwu, Zhengzhou, Zunyi                                                                                               |
| Tigerair                 | Singapur |
| TransAsia Airways        | Taichung, Kaohsiung |
| West Air                 | Hefei |
| Xiamen Airlines          | Fuzhou, Hangzhou, Shenyang, Shenzhen, Xiamen |

### Carga
| Aerolíneas           | Destinos              |
| -------------------- | --------------------- |
| China Cargo Airlines | Daka, Shanghái-Pudong |
| Hong Kong Airlines   | Chongqing, Hong Kong  |

## Estadísticas
Ver fuente y consulta Wikidata.